# Kasteel Well
Kasteel Well is een van oorsprong middeleeuws kasteel bij de Limburgse plaats Well in Nederland.
Het kasteel werd in de 14e eeuw gebouwd als een waterburcht, iets verwijderd van de rivier in een moerassig gebied. Van 1771 tot 1852 was het eigendom van de adellijke familie De Liedel, die het had geërfd van gravin de Pas de Feuquières, geboren als van Steprath. In 1944 liep het kasteel schade op door oorlogshandelingen, waarna het werd hersteld.
Het kasteel bestaat uit een hoofdkasteel en een voorburcht, beide aangemerkt als Rijksmonument, evenals de bijgelegen bruggen, tiendschuur, ruïne en historische tuin. Voorheen in bezit van NV Landgoederen De Witrijt + Bosserheide van de familie Claessen-Laumans, werd het in 1969 overgedragen aan de Stichting Limburgse Kastelen. Sinds 1986 heeft het kasteel een nieuwe bestemming gekregen als locatie voor het Emerson College, een particuliere opleider.

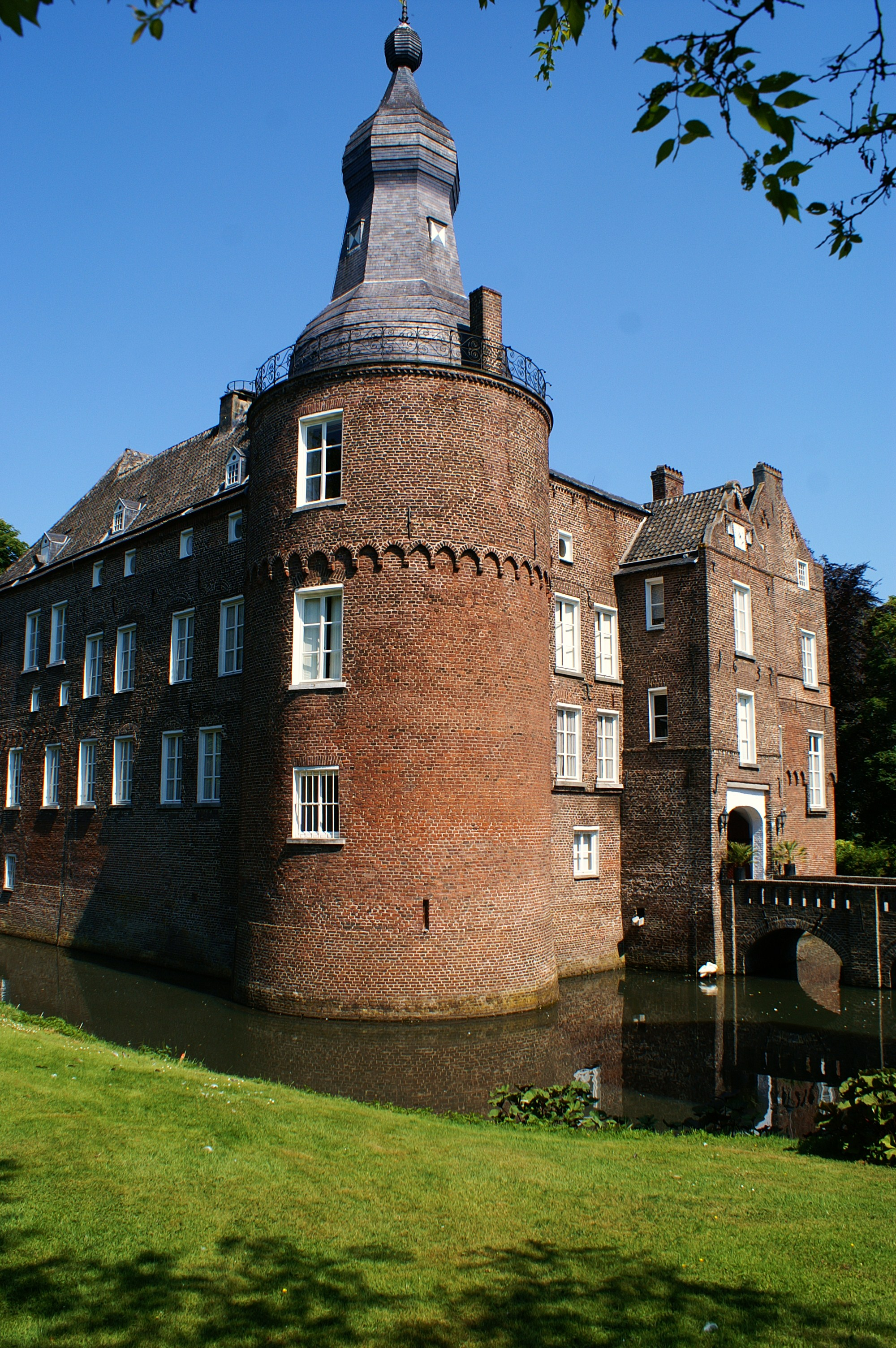
Hoofdgebouw
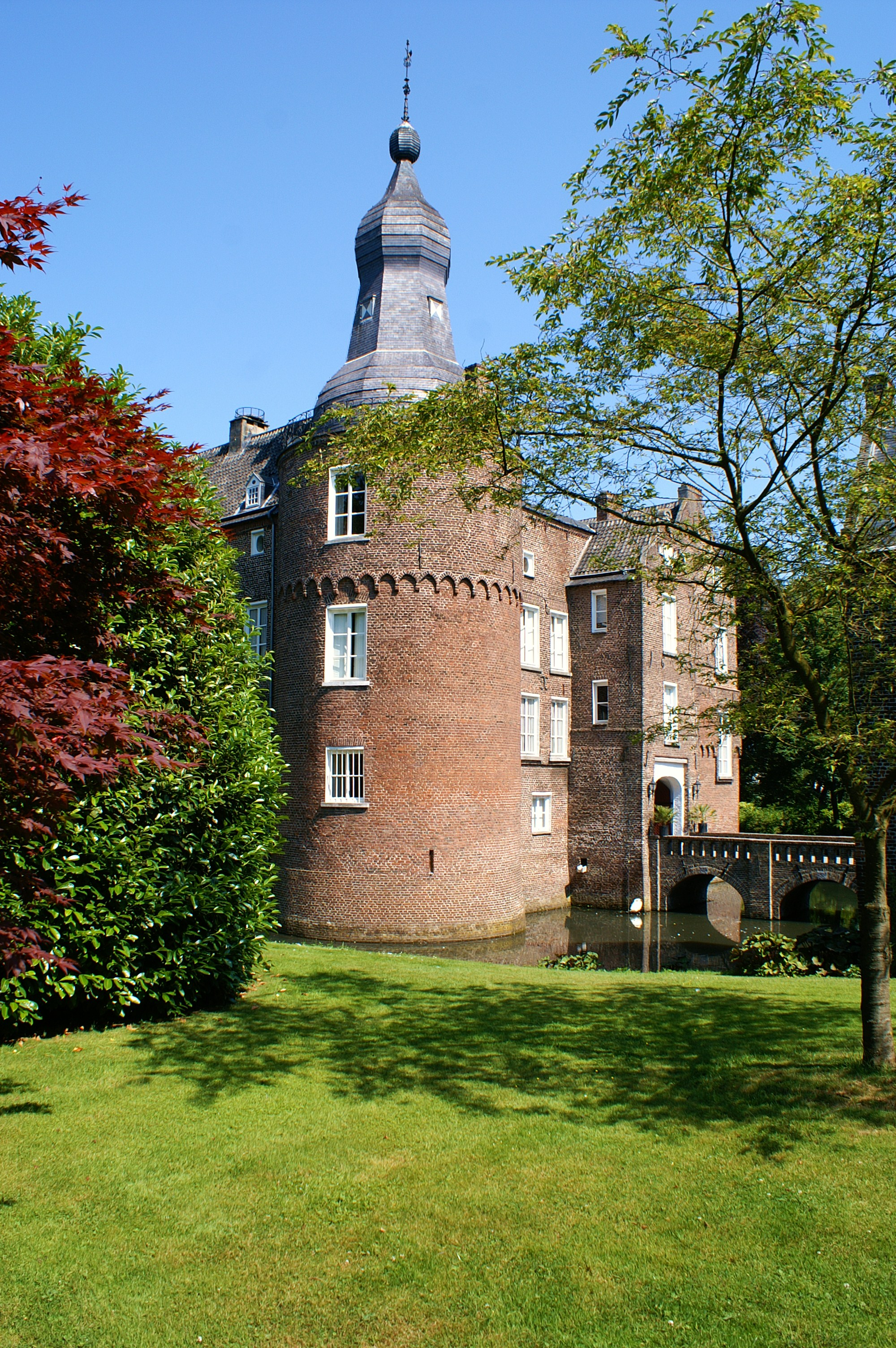
Bakstenen brug
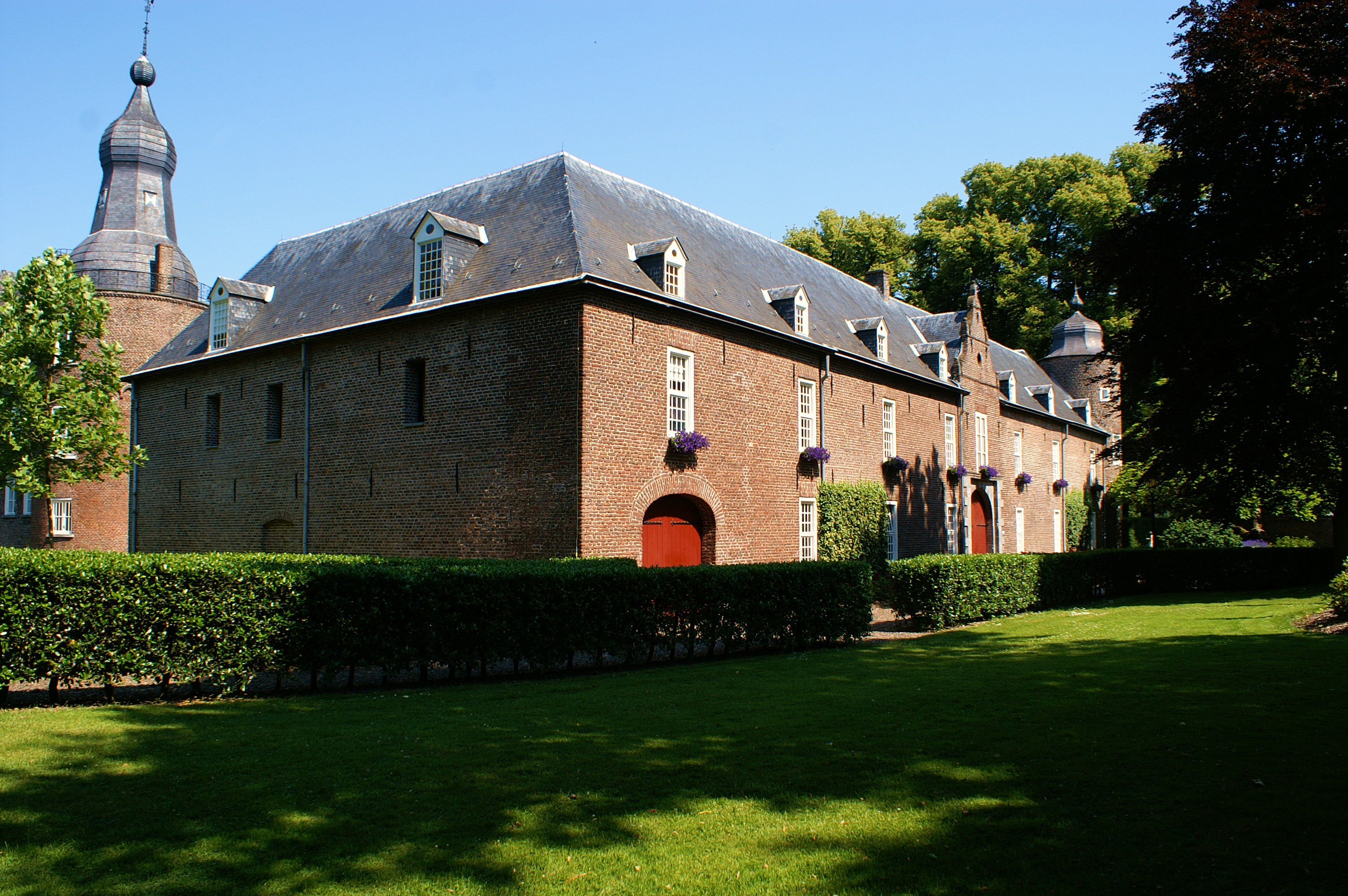
Voorburcht
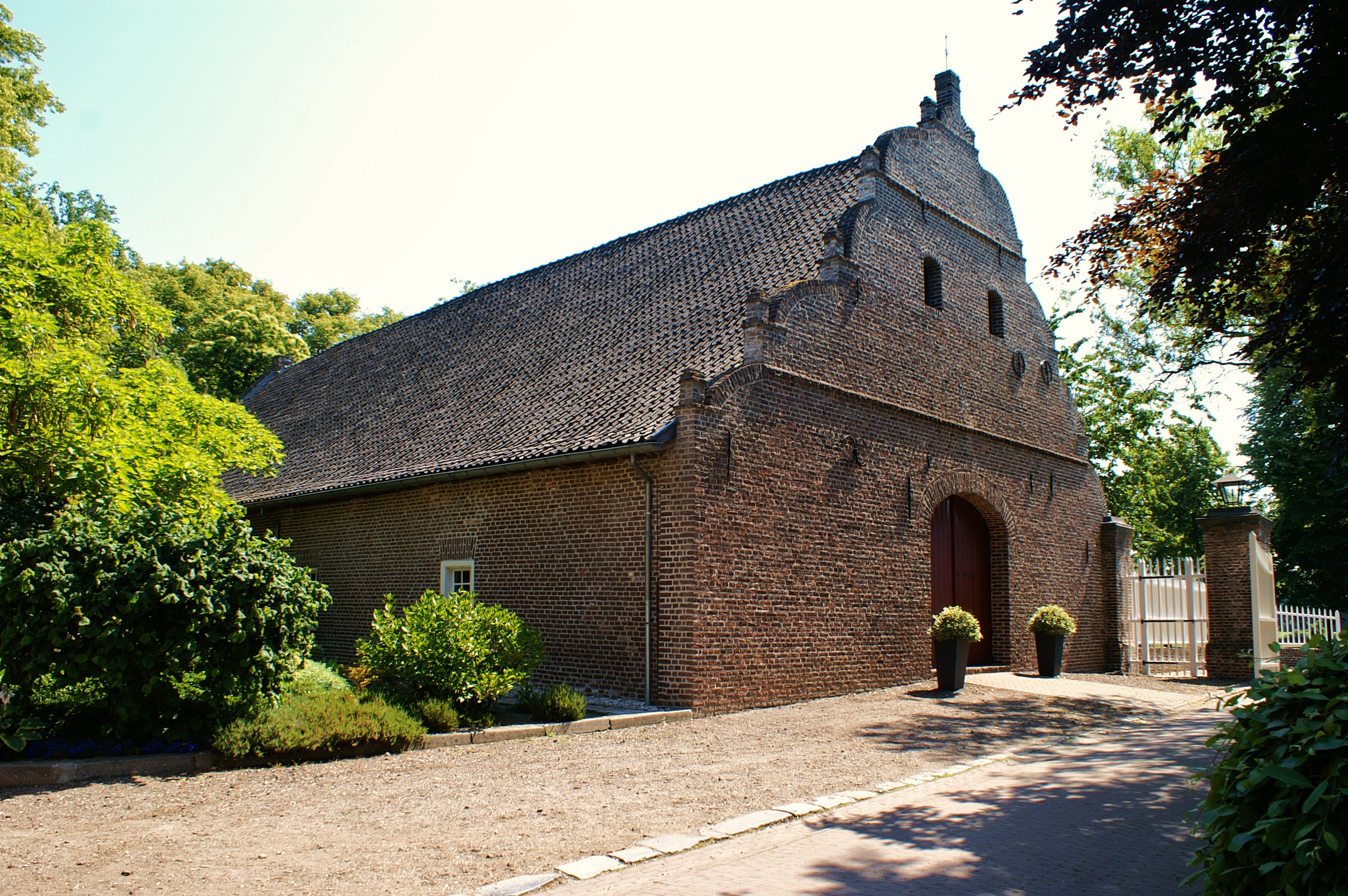
Tiendschuur
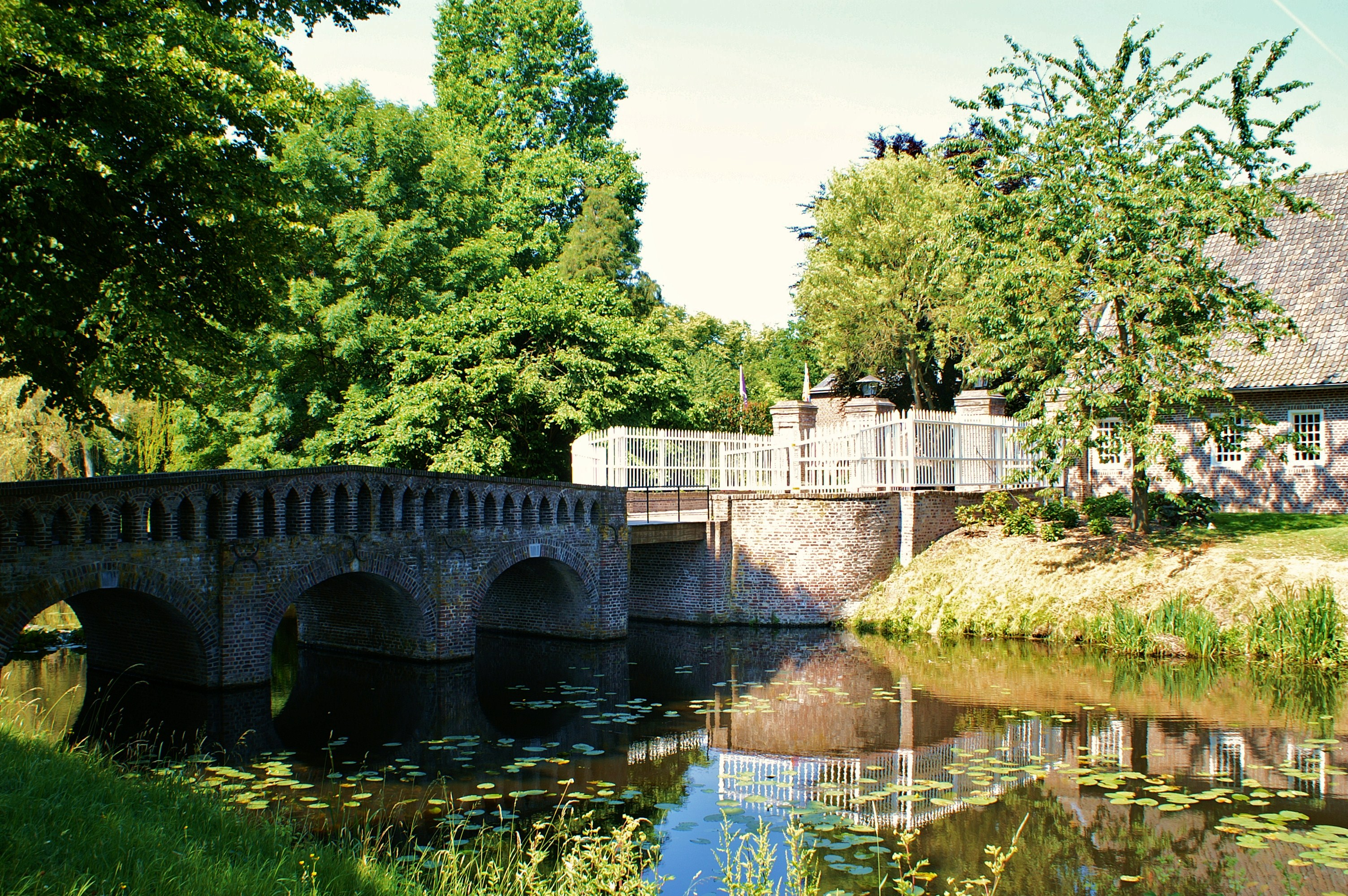
Toegangsbrug
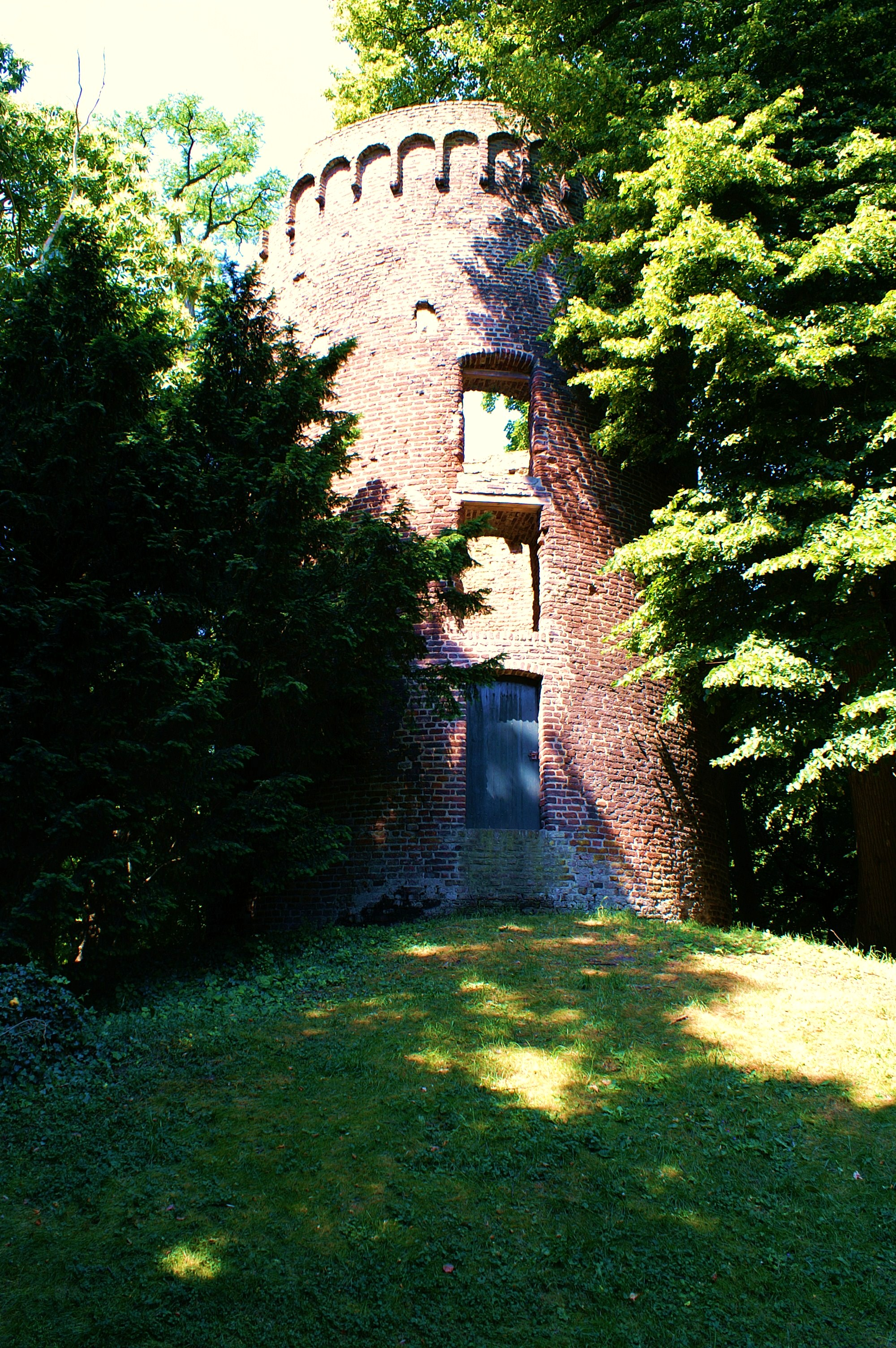
Ruïne
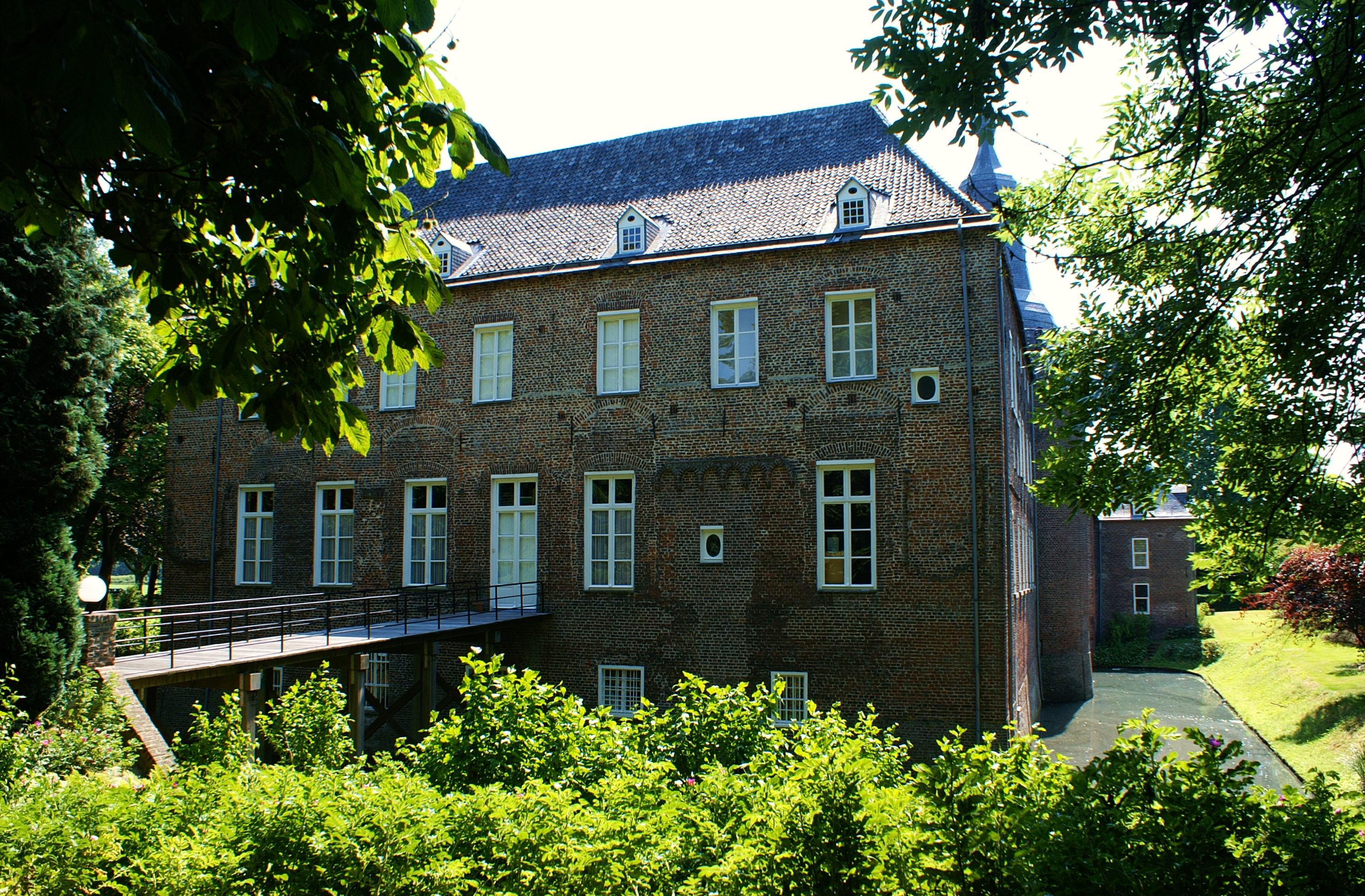
Brug